# Get on Up - La storia di James Brown
Get on Up - La storia di James Brown (Get on Up) è un film del 2014 diretto da Tate Taylor.
Pellicola biografica, con protagonista Chadwick Boseman nei panni del cantante James Brown, "The Godfather of Soul" (il padrino del soul), ripercorre la vita del cantante a partire dalla povera infanzia fino al suo successo mondiale.

## Trama
1993. James Brown cammina attraverso un corridoio buio mentre un pubblico canta il suo nome. Sente le voci delle persone che conosceva durante la sua vita. 1988, Augusta, Georgia; James scopre che il suo bagno privato in un centro commerciale di sua proprietà è stato usato senza il suo consenso. Mentre James si confronta e poi perdona il trasgressore, spara accidentalmente con un fucile, attirando la polizia.
Durante gli anni sessanta, James e la sua band decidono di recarsi in Vietnam per dare supporto alle truppe, dove organizzano uno spettacolo molto ben accolto. Nel 1939, James viene cresciuto nei boschi dai suoi genitori Susie e Joe Brown, il cui matrimonio è pieno di problemi finanziari e abusi fisici. Più tardi si esibisce in un gruppo di cantanti, The Famous Flames, formato da Bobby Byrd, la cui famiglia ha sponsorizzato la sua liberazione dal carcere in cui era detenuto a seguito di una condanna ricevuta per aver rubato un vestito. James vive con la famiglia Byrd e diventa il cantante del gruppo di Bobby. Nel 1964, il manager Ben Bart li convince a lasciare che i Rolling Stones chiudano The TAMI Show invece di The Flames sul palco degli Stones e, uscendo dal palco, James dice agli Stones "Benvenuti in America". Nell'infanzia di James, Susie lascia Joe e l'uomo la minaccia con una pistola tenendosi James. Joe continua ad abusare di James fino a quando non si arruolerà nell'esercito. James viene lasciato a vivere e lavorare per sua zia Honey, che gestisce un bordello. A casa sua, frequenta la chiesa e si gode il coro.
All'età di 17 anni, James ruba un vestito, viene arrestato e riceve una pena detentiva da 5 a 13 anni. In prigione, James vede un gruppo di cantanti esibirsi. La sua reazione entusiasta incita una rivolta in cui sia lui che uno dei cantanti, Bobby Byrd, sono feriti. Bobby invita James nella famiglia Byrd. Anni dopo, James si unisce al gruppo gospel di Bobby e hanno messo in scena uno spettacolo in un club come The Famous Flames, a seguito di un'esibizione di Little Richard. Più tardi, James si reca nel locale dove lavora Richard. Richard va in giro per non voler fare musica per il "diavolo bianco". Un altro flashback dell'infanzia di James mostra che lui e altri ragazzi neri sono stati costretti a una battaglia reale di pugilato mentre una band suona. Ispirato dalla band funky, James vince il match.
Negli anni '50, James e Bobby incontrano Ralph Bass, un agente della King Records, con il quale The Flames registrano il loro primo singolo, "Please, Please, Please", per l'etichetta della Federal Records nel 1956. Il dirigente della King Records Syd Nathan inizialmente non è molto interessato alla natura ripetitiva della canzone, ma cambia idea quando sente cantare James. Ben Bart diventa il manager di James, definendolo la vera voce del gruppo. I dischi sono etichettati come "James Brown and His Famous Flames", portando tutti i membri tranne Bobby a smettere. James e Bobby formano una nuova band con Maceo Parker, Pee Wee Ellis, Nafloyd Scott e Baby Roy. Anche il gruppo di cantanti di Famous Flames viene riformato, sostituendo i membri che hanno lasciato. The Flames si esibiscono all'Apollo Theater per un pubblico entusiasta. Dopo lo spettacolo, Bobby dice a James che c'è una signora che afferma di essere sua madre. Da bambino, James aveva visto Susie con un soldato, di fronte al quale lei sostenne di non conoscere James, nonostante il piccolo lo chiamasse "mamma". Zia Honey consolò James, dicendo che sua madre era una sciocca e che un giorno James sarebbe diventato ricco.
James ha un figlio, Teddy, con la sua prima moglie Velma. In seguito divorzia e sposa Dee-Dee. In un'occasione, la coppia ospita un evento di Natale. Successivamente, James colpisce Dee-Dee per aver indossato un vestito rivelatore. Nel tentativo di raggiungere la comunità nera, James registra la canzone "Say It Loud - I'm Black and I'm Proud" nel 1968 con un gruppo di bambini. James convince il manager del Boston Garden a non annullare una performance a seguito dell'assassinio di Martin Luther King Jr. Diverse persone cercano di salire sul palco; le guardie di sicurezza intercedono fino a quando James controlla il pubblico.
Man mano che il suo successo cresce, le relazioni di James con gli altri diventano aspre. Tratta i suoi compagni di band come i suoi lacchè e non consente input creativi dagli altri. Un giorno Maceo si confronta con James sulla band che non viene pagata in tempo e che deve passare le sue giornate libere a provare. Alla fine tutti lasciano James. Ben muore di infarto durante una partita di golf. James seppellisce il suo amico, straziandosi mentre lo fa. Bobby riflette su una carriera come cantante solista, portando a una accesa discussione con Brown, che dice a Bobby che, sebbene la moglie di Bobby Vicki Anderson (che era una cantante in evidenza in Brown's Revue) potesse essere una grande interprete solista, Bobby non poteva. Arrabbiato e sconvolto, Bobby risponde a Brown, e dopo che Brown ha fatto alcune dichiarazioni crudeli, alla fine lo lascia definitivamente. Indietreggiando per diversi anni, a seguito di un incidente all'Apollo, Susie, la madre di Brown, appare nel backstage durante un concerto di Flames ed esprime il suo amore per James nonostante la sua riluttanza ad essere una madre. Dopo che lei se ne va, Bobby ritorna, vede James che ha un malore, ed esaudisce la sua richiesta di prendersi cura di Susie. Nel 1973, James scopre che Teddy è stato ucciso in un incidente d'auto.
Tornando alla scena del centro commerciale, James fuma uno spinello con aggiunta di polvere d'angelo. A seguito dello scarico accidentale del fucile, James viene inseguito dalla polizia nel suo camion. Attraversa una barricata e ha una macchina della polizia accanto a lui, in cui vede visioni sia di sua madre che di suo padre. James alla fine viene messo alle strette fuori da una fabbrica e arrestato.
Nel 1993, James incontra Bobby per la prima volta dal funerale di Teddy per dargli i biglietti per il suo spettacolo. James sale sul palco attraverso una sala buia. Vede visioni di persone della sua vita cantare il suo nome. (dal pastore in chiesa a zia Honey e le sue amiche), e ricordando fino a che punto è arrivato per arrivare a questo punto. La sua interpretazione di "Try Me (I Need You)" fa piangere Bobby e sua moglie Vicki, e il pubblico applaude.

## Produzione
Le riprese del film sono iniziate nel novembre 2013 e si sono svolte nello Stato del Mississippi, tra le città di Natchez e Jackson.

## Distribuzione
Il primo trailer viene diffuso il 13 marzo 2014.
La pellicola è stata distribuita nelle sale cinematografiche statunitensi e britanniche a partire dal 1º agosto 2014 ed in Italia dal 6 novembre.

### Divieti
Il film venne vietato negli Stati Uniti d'America ai minori di tredici anni non accompagnati per la presenza di contenuti sessuali, linguaggio non adatto e situazioni violente.

## Riconoscimenti
- 2015 - Screen Actors Guild Award
  - Candidatura per le Migliori controfigure in un film
- 2014 - St. Louis Gateway Film Critics Association Awards
  - Candidatura per la  Miglior colonna sonora
- 2015 - Motion Picture Sound Editors Golden Reel Awards
  - Candidatura per il Miglior musical